# Ansley (Nebraska)
Ansley es una villa ubicada en el condado de Custer en el estado estadounidense de Nebraska. En el Censo de 2010 tenía una población de 441 habitantes y una densidad poblacional de 287,13 personas por km².

## Geografía
Ansley se encuentra ubicada en las coordenadas 41°17′16″N 99°22′57″O / 41.28778, -99.38250. Según la Oficina del Censo de los Estados Unidos, Ansley tiene una superficie total de 1.54 km², de la cual 1.54 km² corresponden a tierra firme y (0%) 0 km² es agua.

## Demografía
Según el censo de 2010, había 441 personas residiendo en Ansley. La densidad de población era de 287,13 hab./km². De los 441 habitantes, Ansley estaba compuesto por el 97.96% blancos, el 0% eran afroamericanos, el 0.45% eran amerindios, el 0% eran asiáticos, el 0% eran isleños del Pacífico, el 1.36% eran de otras razas y el 0.23% pertenecían a dos o más razas. Del total de la población el 1.36% eran hispanos o latinos de cualquier raza.